# John H. Mickey
John Hopwood Mickey, né le 30 septembre 1845 et mort le 2 juin 1910, est un homme politique républicain américain. Il est le 13e gouverneur du Nebraska entre 1903 et 1907.

## Sources
- (en) Cet article est partiellement ou en totalité issu de l’article de Wikipédia en anglais intitulé « John H. Mickey » (voir la liste des auteurs).